# Sybra moorei
Sybra moorei är en skalbaggsart som först beskrevs av Charles Joseph Gahan 1894.  Sybra moorei ingår i släktet Sybra och familjen långhorningar. Inga underarter finns listade i Catalogue of Life.